# Kia Picanto
Kia Picanto – samochód osobowy klasy miejskiej produkowany pod południowokoreańską marką Kia od 2003 roku. Od 2017 roku produkowana jest trzecia generacja modelu. 

## Pierwsza generacja

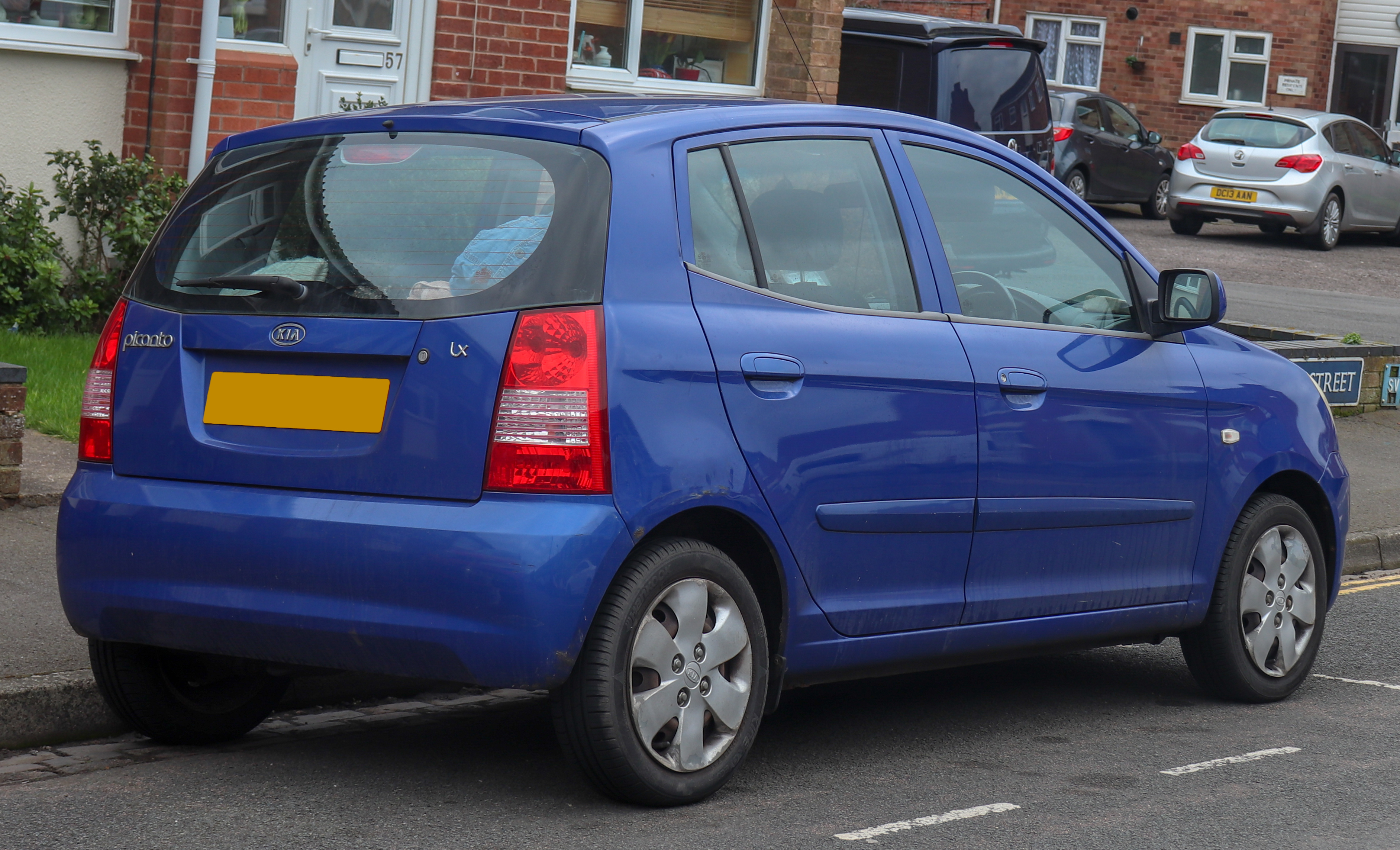
Kia Picanto I – tył

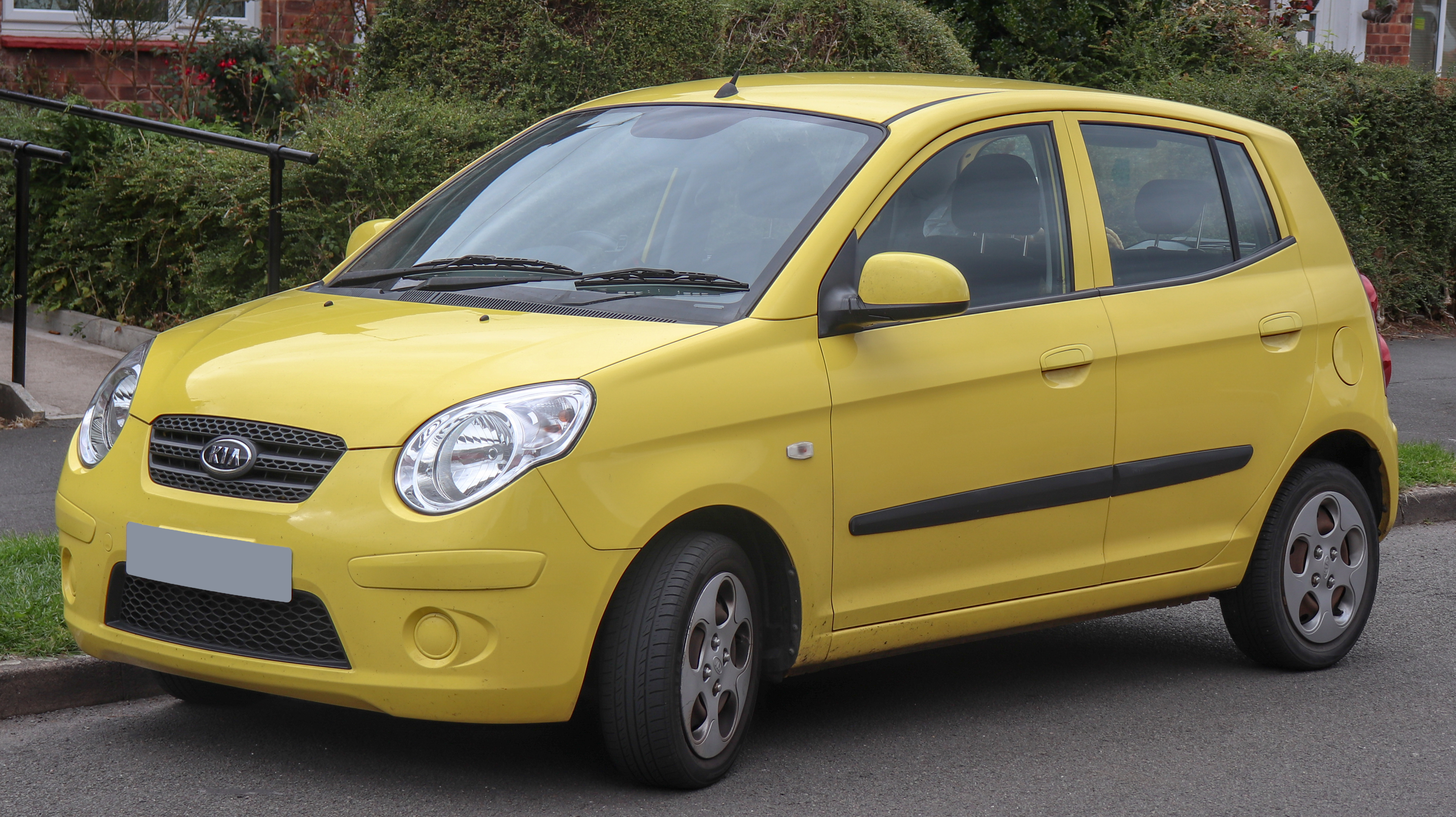
Kia Picanto I po liftingu

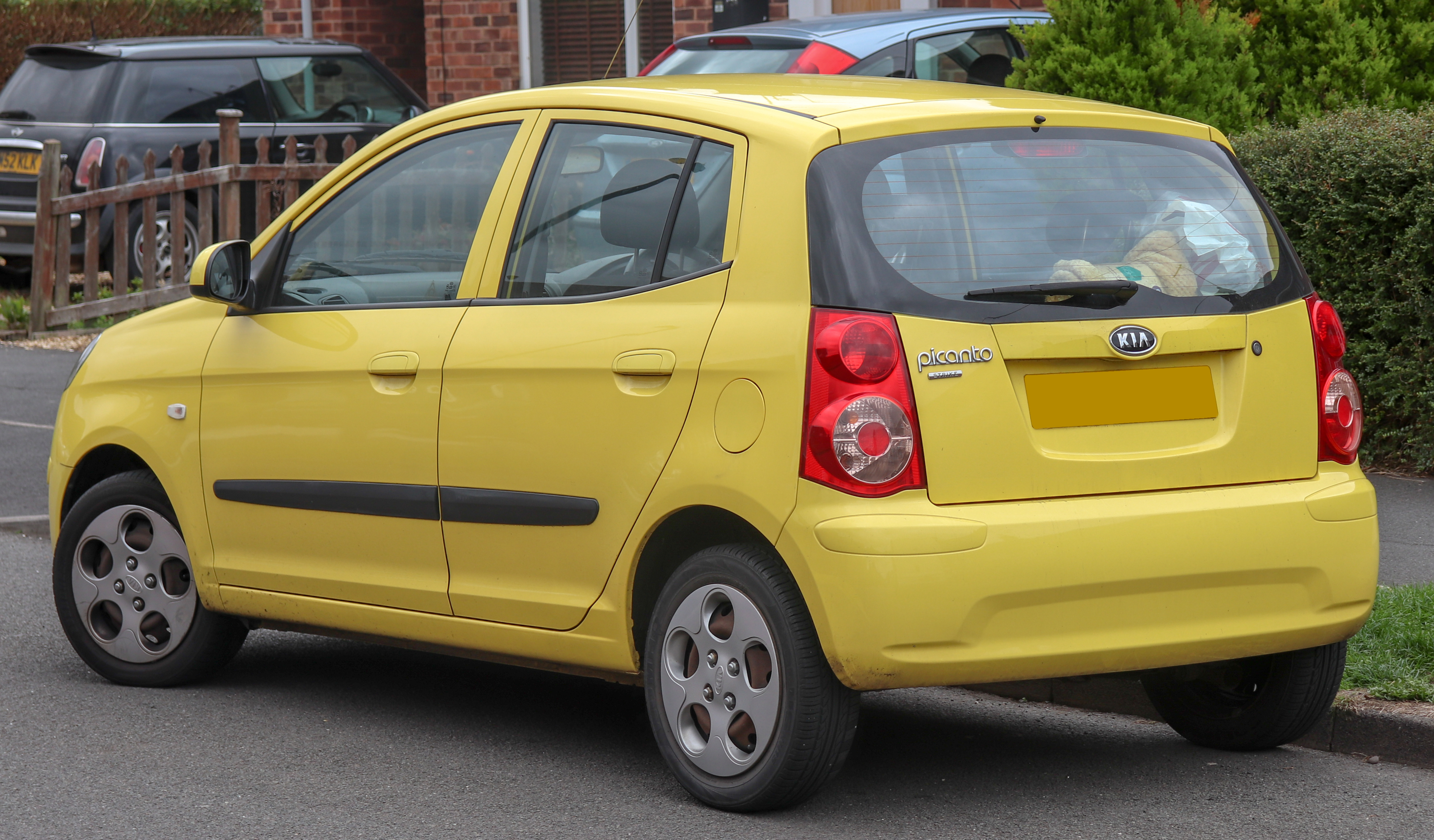
Kia Picanto I – tył po liftingu

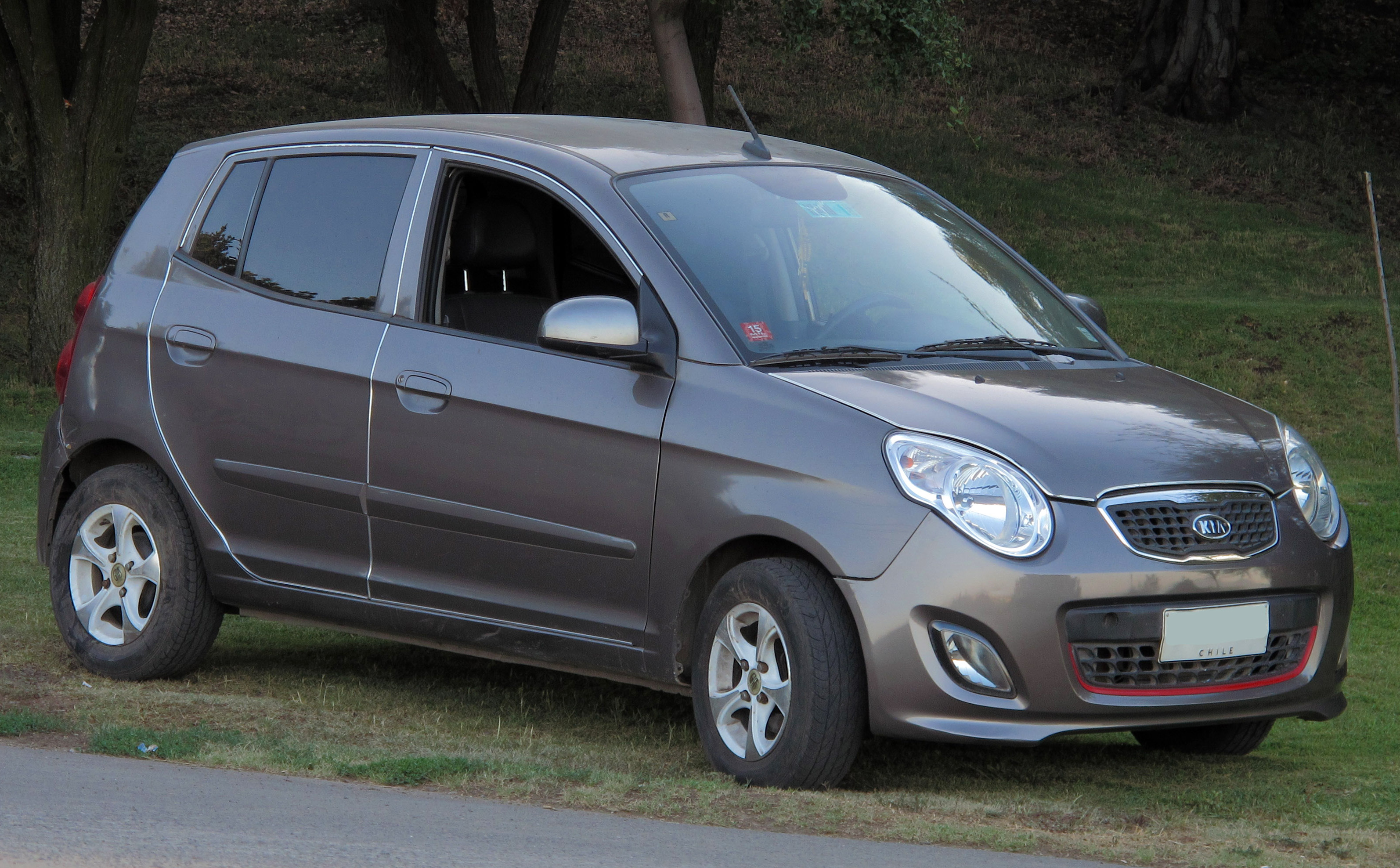
chilijska Kia Morning I po drugim liftingu

Kia Picanto I została zaprezentowana po raz pierwszy w 2003 roku.
Światową premierę pierwszego w dużym zakresie samodzielnie skonstruowanego małego samochodu Kii, która odbyła się na wystawie we Frankfurcie nad Menem, poprzedziła internetowa prezentacja w sierpniu 2003 roku. Nazwa „Picanto” nawiązuje do hiszpańskich i włoskich słów „picante/piccante”, oznaczających „pikantny”.

Kia Picanto zastąpiła oferowany wyłącznie w Korei Południowej i Indonezji model Visto, tym razem będąc pojazdem zbudowanym z myślą o rynkach globalnych. Samochód zbudowany został w oparciu o płytę podłogową bratniego Hyundaia, współdzieląc ją z większym i dłuższym hatchbackiem Getz. Charakterystycznymi cechami pierwszej generacji Kii Picanto były krągłe proporcje nadwozia z dużymi, pionowymi lampami.

### Restylizacje
W 2007 roku Kia Picanto pierwszej generacji przeszła obszerną restylizację nadwozia. Zmieniony został m.in. przód pojazdu w którym zastosowano nowe, bardziej zaokrąglone reflektory, a także oblejszą atrapę chłodnicy oraz pokrywę silnika i zderzak. We wnętrzu pojazdu nieznacznie przemodelowano zestaw wskaźników, a do listy wyposażenia podstawowego wprowadzono elektryczne wspomaganie kierownicy. Zmienił się także kształt wkładów tylnych lamp, które otrzymały wypukłe, okrągłe akcenty.
We wrześniu 2009 roku pojazd przeszedł kolejną restylizację, za który odpowiedzialny był szef działu projektowego marki – Peter Schreyer. Zmianom ponownie poddano przód pojazdu, w którym zastosowano nowy wzór atrapy chłodnicy, ciemne wkłady reflektorów oraz przeprojektowany zderzak. W lusterkach zewnętrznych zamontowane zostały dodatkowe kierunkowskazy. Modernizacja objęła jedynie oferowany w Korei Południowej i Chile wariant pod nazwą Morning.

### Sprzedaż
Na wewnętrznym rynku Korei Południowej, a także w Chile samochód oferowano pod nazwą Kia Morning. Na Tajwanie samochód otrzymał z kolei nazwę Kia EuroStar. Ponadto, na rynku kolumbijskim pojazd oferowano w dodatkowym wariancie opracowanym z myślą o korporacjach taksówkarskich pod nazwą Kia Eko Taxi. W Malezji produkcja pojazdu z myślą o lokalnym rynku była prowadzona przez lokalne przedsiębiorstwo Naza. Początkowo samochód nosił nazwę Naza Suria, a po restylizacji – Naza Picanto.

### Wyposażenie
- Cool
- EX
- LX
- SLX
- Strike
- City
- Family
- Comfort
- Optimum

W zależności od wybranej wersji wyposażeniowej auto mogło być wyposażone m.in. w elektryczne wspomaganie kierownicy, zamek centralny, dwie poduszki powietrzne, podgrzewane fotele, system Isofix, klimatyzację manualną, światła przeciwmgłowe oraz elektryczne sterowanie szyb i elektryczne sterowanie lusterek.

### Silniki
| Silnik                | Pojemność skokowa [cm³] | Typ silnika        | Moc maksymalna [KM] przy obr./min | Maks. moment obrotowy [Nm] przy obr./min | Przyspieszenie 0–100 km/h [s] | Prędkość maks. [km/h] |                    |                    |                    |
| Silniki benzynowe:    | Silniki benzynowe:      | Silniki benzynowe: | Silniki benzynowe:                | Silniki benzynowe:                       | Silniki benzynowe:            | Silniki benzynowe:    | Silniki benzynowe: | Silniki benzynowe: | Silniki benzynowe: |
| --------------------- | ----------------------- | ------------------ | --------------------------------- | ---------------------------------------- | ----------------------------- | --------------------- | ------------------ | ------------------ | ------------------ |
| 1.0 GSL               | 999                     | R4 SOHC            | 62/5600                           | 89/3000                                  | 15,8                          | 150                   |                    |                    |                    |
| 1.1 GSL               | 1086                    | R4 DOHC            | 65/5500                           | 99/2800                                  | 17,5                          | 145                   |                    |                    |                    |
| Silniki wysokoprężne: |                         |                    |                                   |                                          |                               |                       |                    |                    |                    |
| 1.1 DSL               | 1120                    | R3 DOHC            | 75/4000                           | 155/1900-2750                            | 15,7                          | 163                   |                    |                    |                    |

## Druga generacja

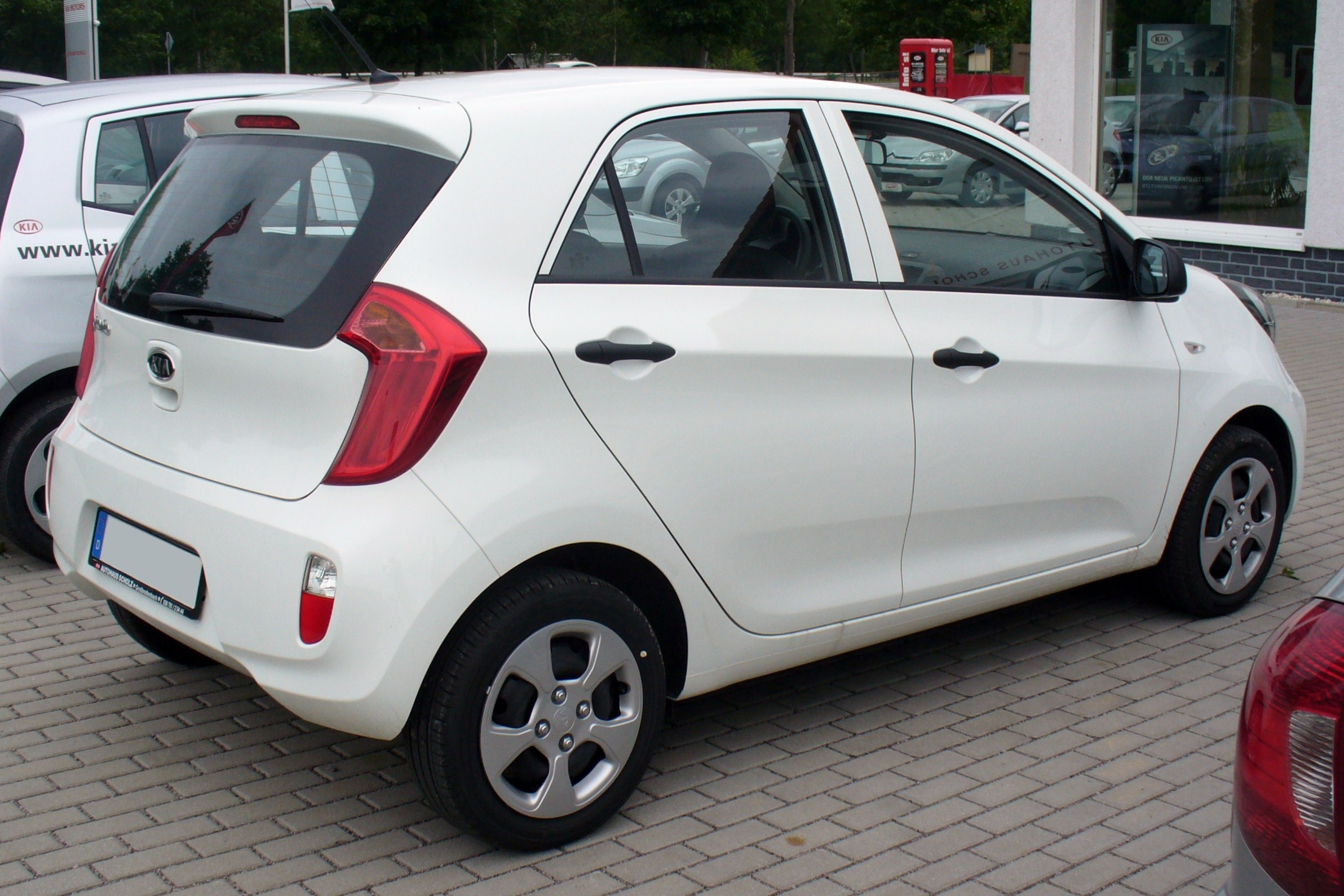
Kia Picanto II – tył

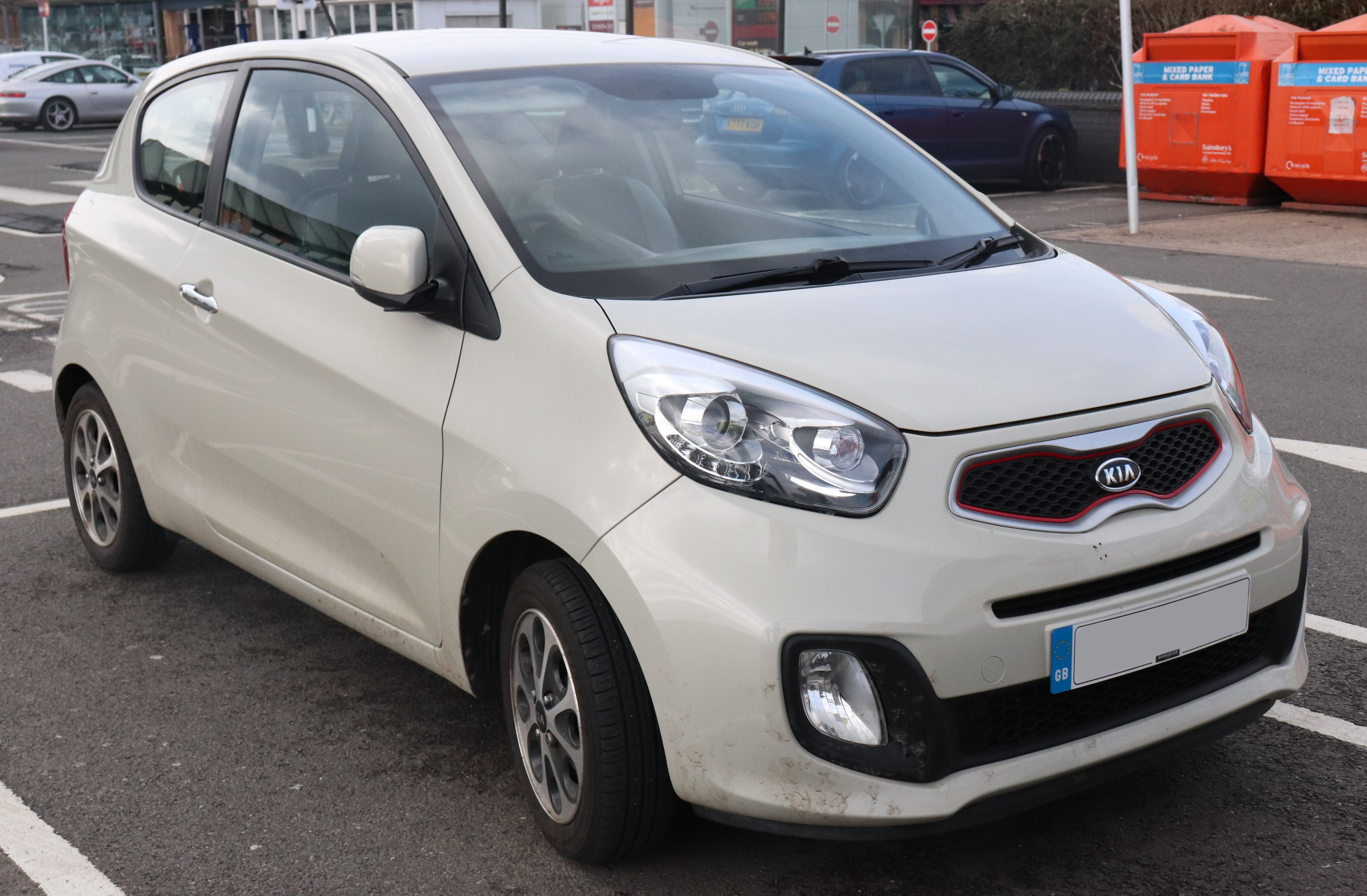
Kia Picanto II 3D

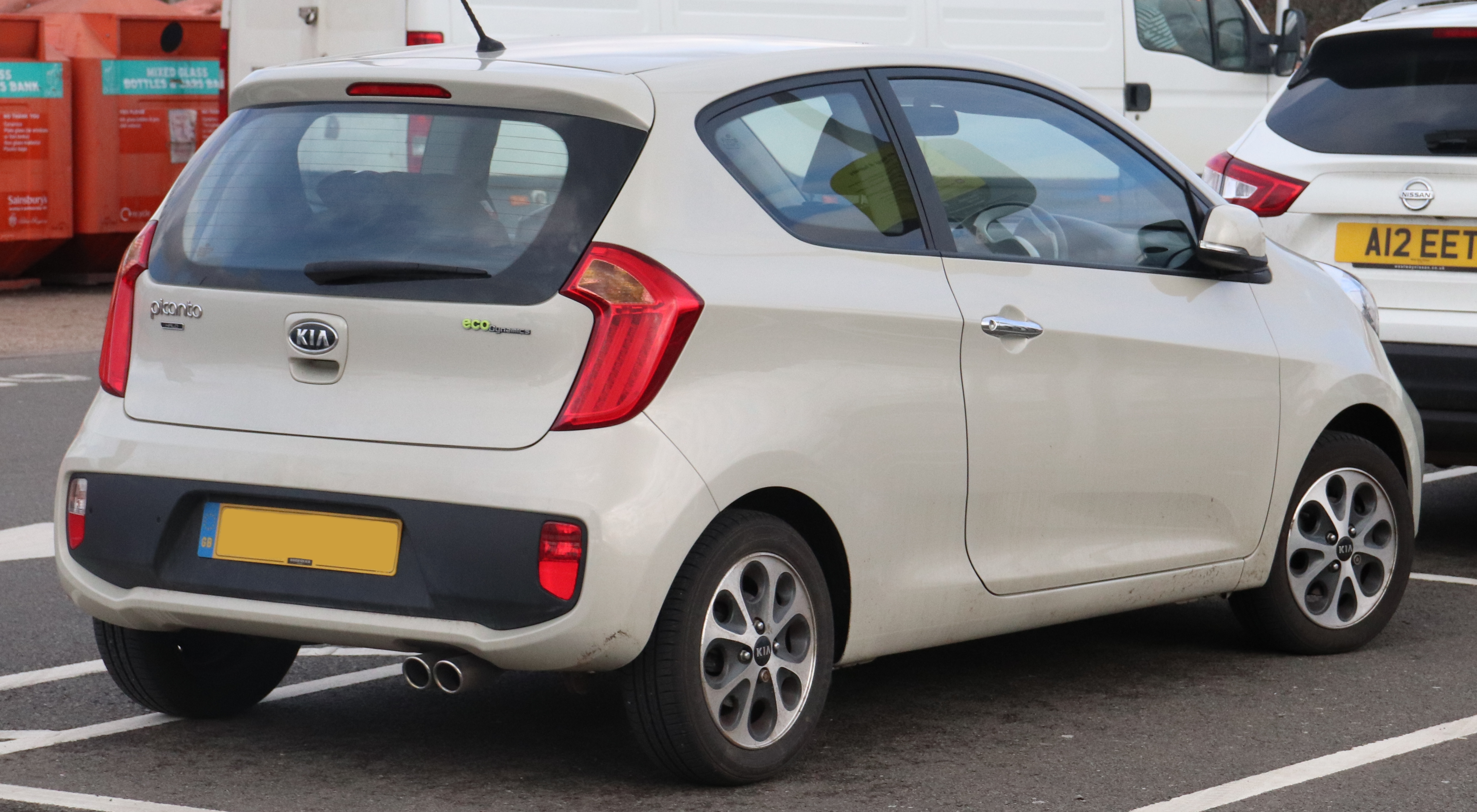
Kia Picanto II 3D – tył

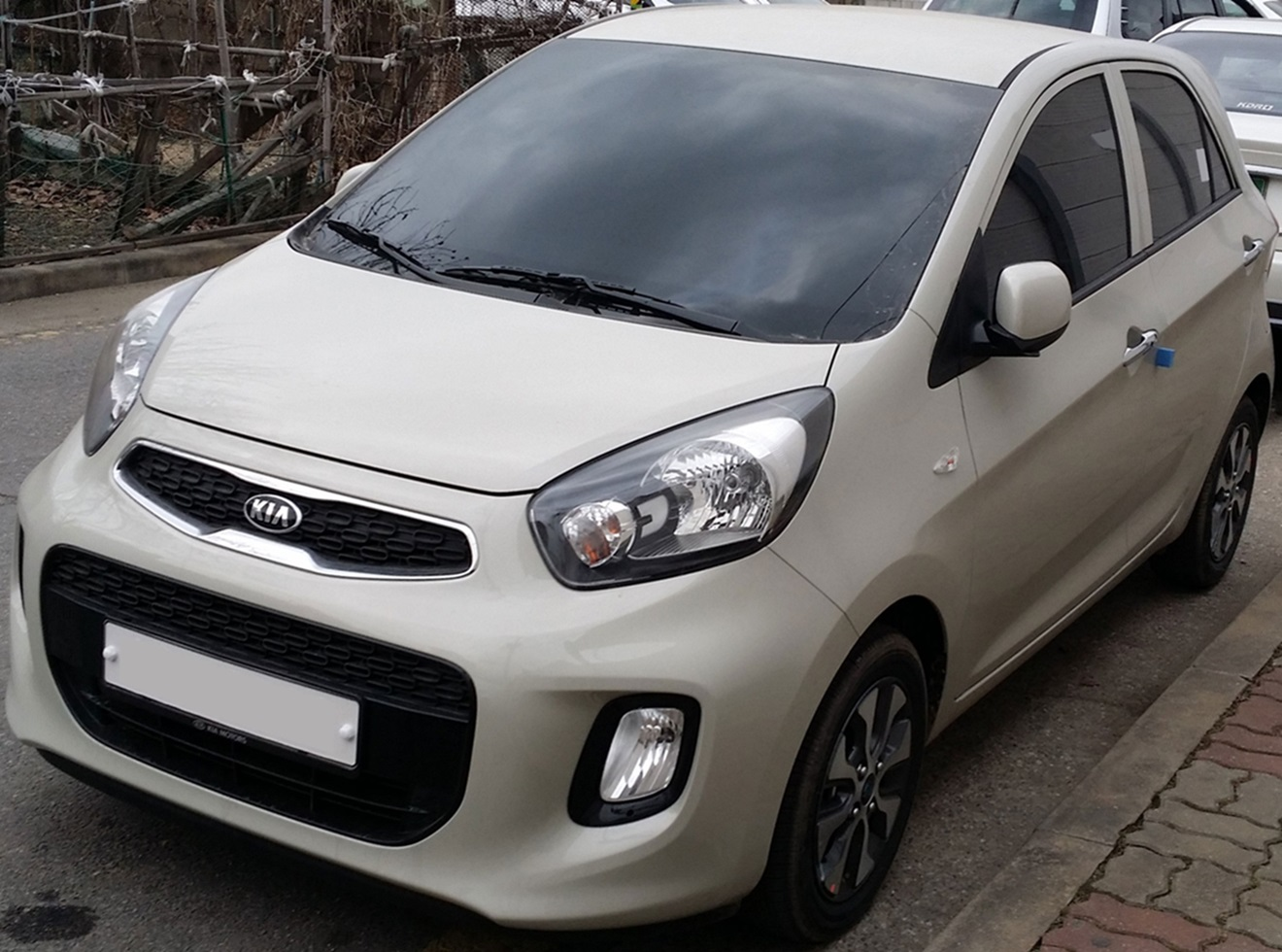
południowokoreańska Kia Morning II po liftingu

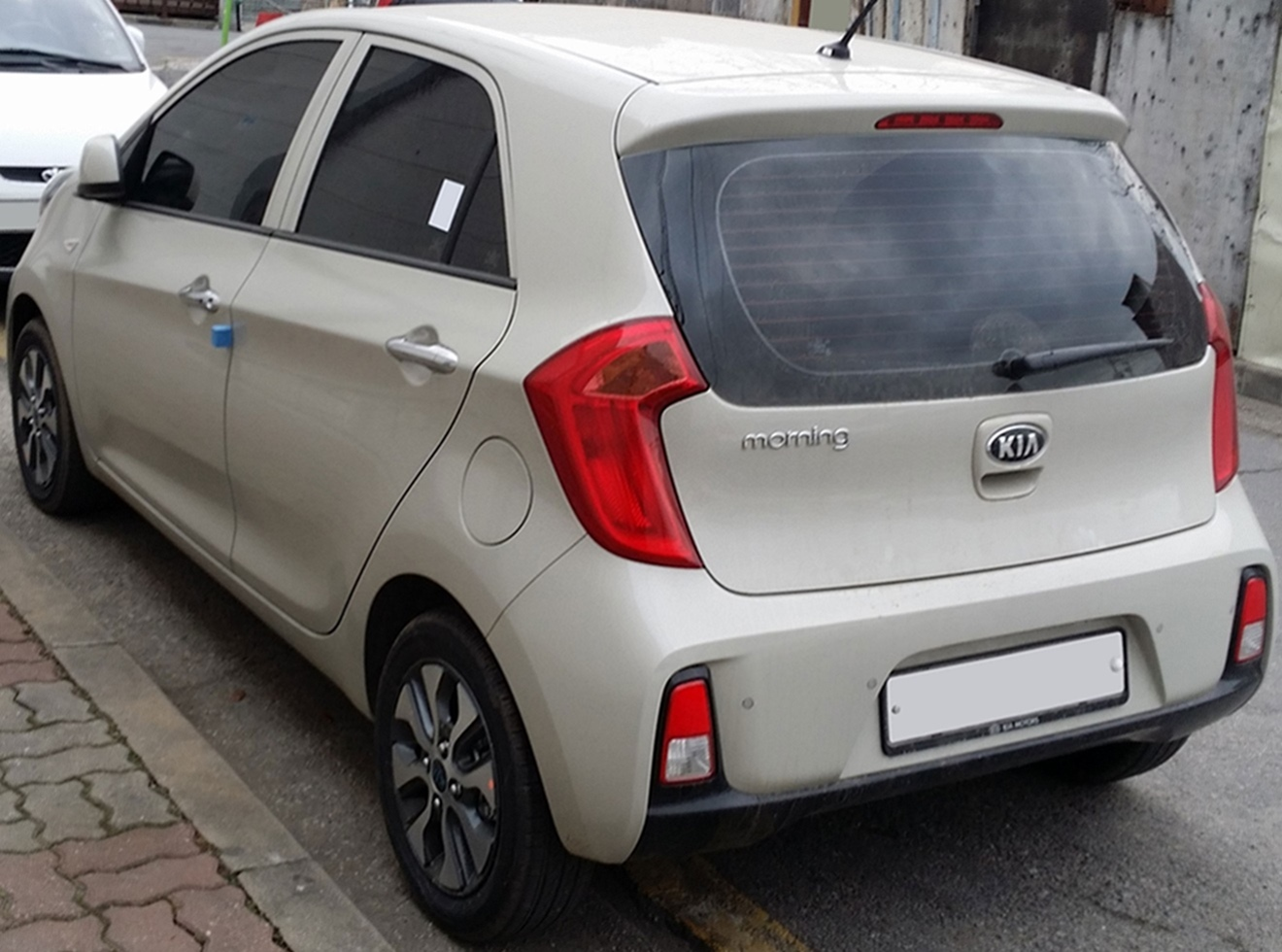
południowokoreańska Kia Morning II – tył po liftingu

Kia Picanto II została zaprezentowana po raz pierwszy w 2011 roku.
Druga generacja Picanto przeszła obszerną metamorfozę w stosunku do poprzednika, od podstaw powstając według nowego języka stylistycznego Kii opracowanego przez Petera Schreyera. Samochód zyskał bardziej dynamiczne proporcje, z dużymi, wysoko umieszczonymi reflektorami o obłym kształcie, a także zadartą ku górze linii nadwozia i szeroko rozstawionymi lampami tylnymi. W kabinie pasażerskiej charakterystycznym akcentem stała się dwuramienna kierownica z motywem tygrysiego nosa, wprost nawiązując do wyglądu atrapy chłodnicy.
Pod kątem przestronności nadwozia, samochód stał się obszerniejszy dzięki większemu rozstawowi osi. Początkowo gama nadwoziowa składała się wyłącznie z 5-drzwiowego hatchbacka, z kolei podczas Geneva Motor Show w 2011 roku przedstawiono także wariant 3-drzwiowy charakteryzujący się bardziej zadartą ku górze linią szyb i innym wzorem zderzaków. Ponadto, pojazd odróżniała też większa atrapa chłodnicy oraz jaśniejsze wkłady reflektorów ze zmienionym układem soczewek.

### Lifting
W marcu 2015 roku podczas targów motoryzacyjnych w Genewie zaprezentowana została wersja po liftingu. Zmieniony został m.in. wygląd przednich zderzaków, atrapa chłodnicy, a także delikatnie wykończenie wnętrza pojazdu.

### Sprzedaż
Podobnie jak poprzednik, w Korei Południowej oraz Chile samochód był oferowany pod nazwą Kia Morning. Ponadto, ofertę w Kolumbii ponownie uzupełnił wariant opracowany dla taksówkarzy pod nazwą Kia Eko Taxi.

### Wersje wyposażeniowe
- EX
- LX
- SE
- Si
- M
- L
- XL

Standardowe wyposażenie podstawowej wersji M obejmuje m.in. 6 poduszek powietrznych, elektryczne wspomaganie kierownicy, system ABS oraz BAS, światła do jazdy dziennej, zamek centralny z pilotem oraz komputer pokładowy.
Bogatsza wersja L dodatkowo wyposażona została m.in. w podgrzewanie i elektryczne sterowanie lusterek, elektryczne sterowanie szyb oraz radio CD/MP3. Najbogatsza wersja XL dodatkowo obejmowała m.in. wykonane w technologii LED światła do jazdy dziennej, światła przeciwmgłowe, wielofunkcyjną kierownicę, klimatyzację manualną oraz chromowane dodatki wykończeniowe.

### Silniki
- R3 1.0l MPI
- R3 1.0l LPGi
- R3 1.0l FFV
- R4 1.2l MPI

## Trzecia generacja

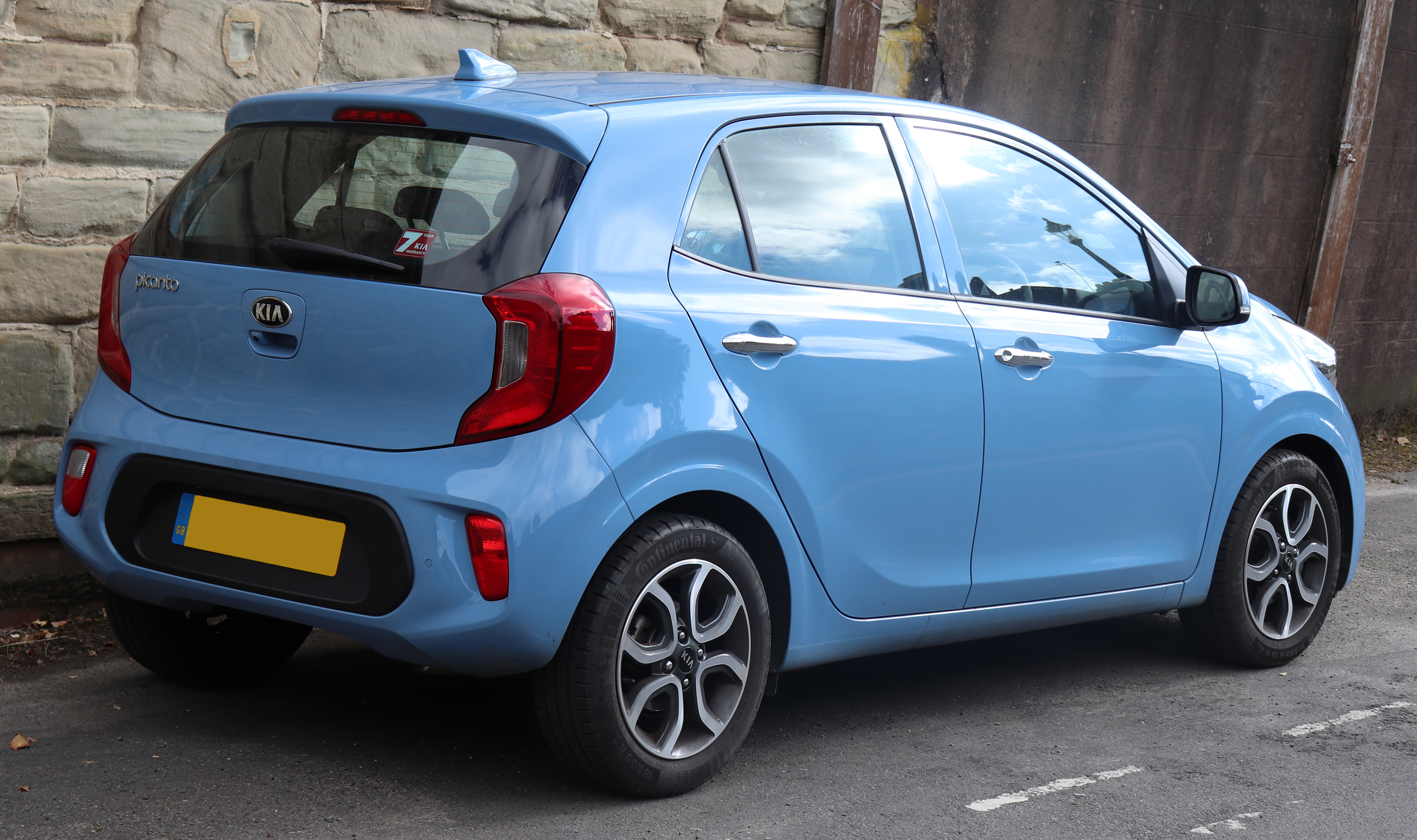
Kia Picanto III – tył

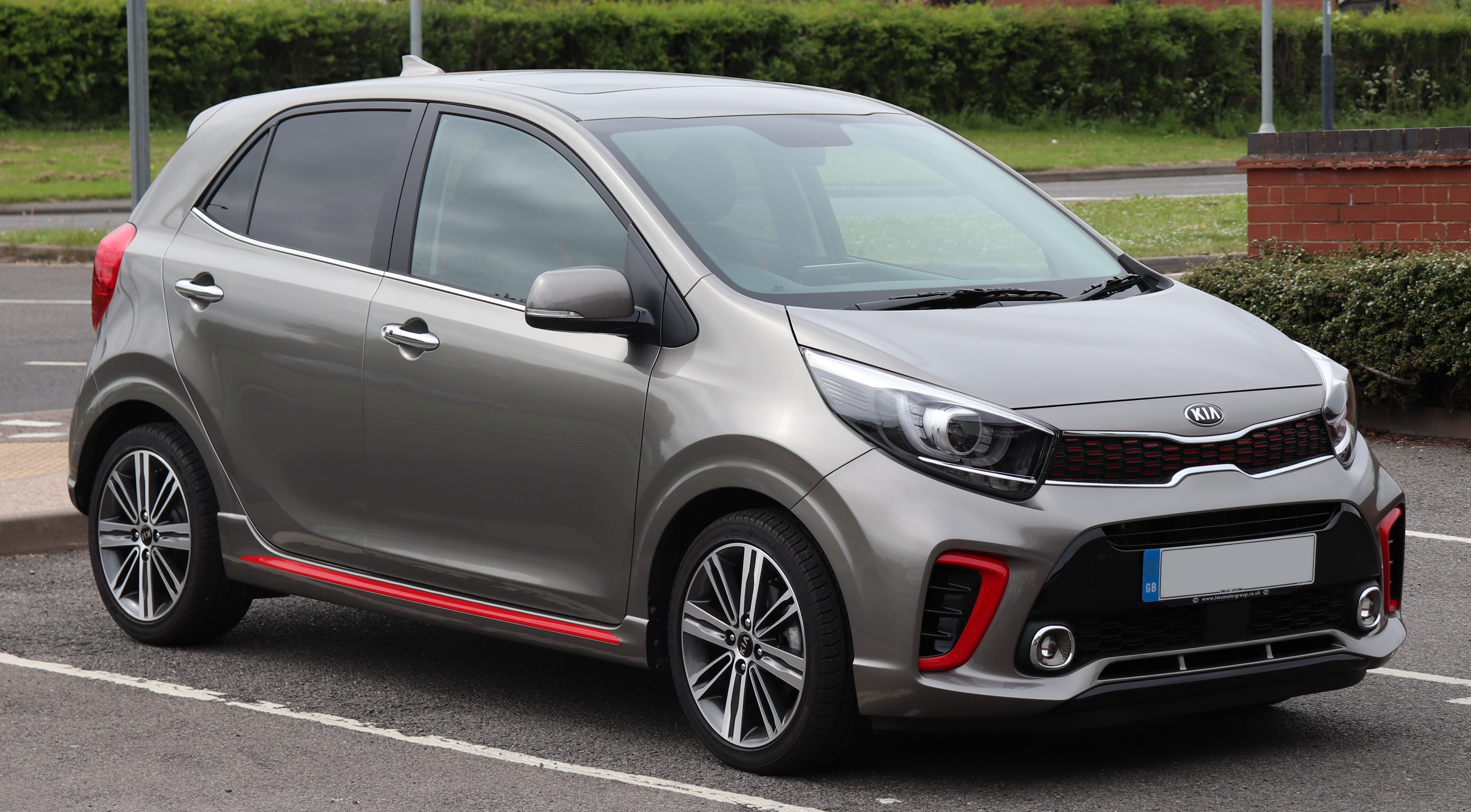
Kia Picanto III GT-Line

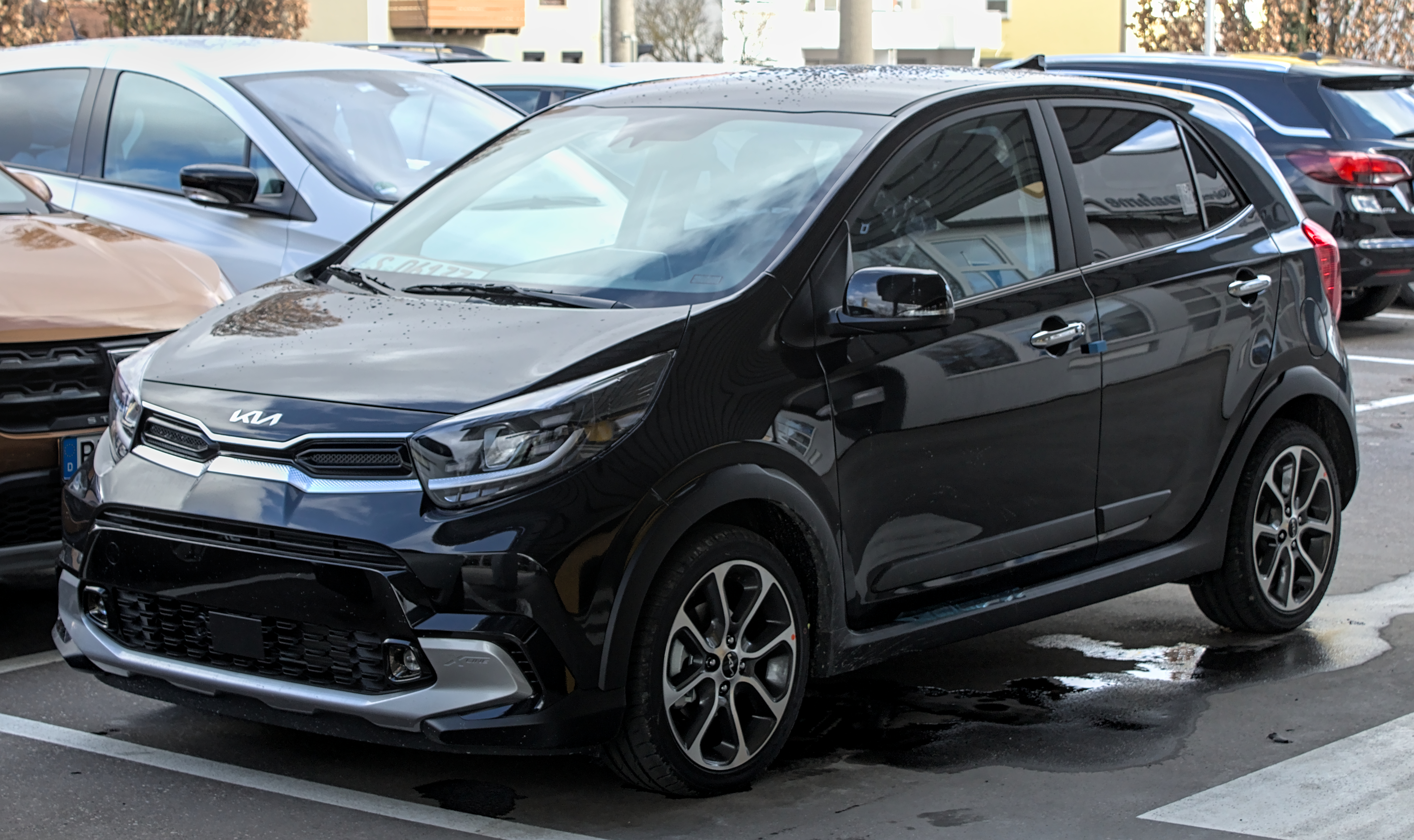
Kia Picanto III X-Line po liftingu

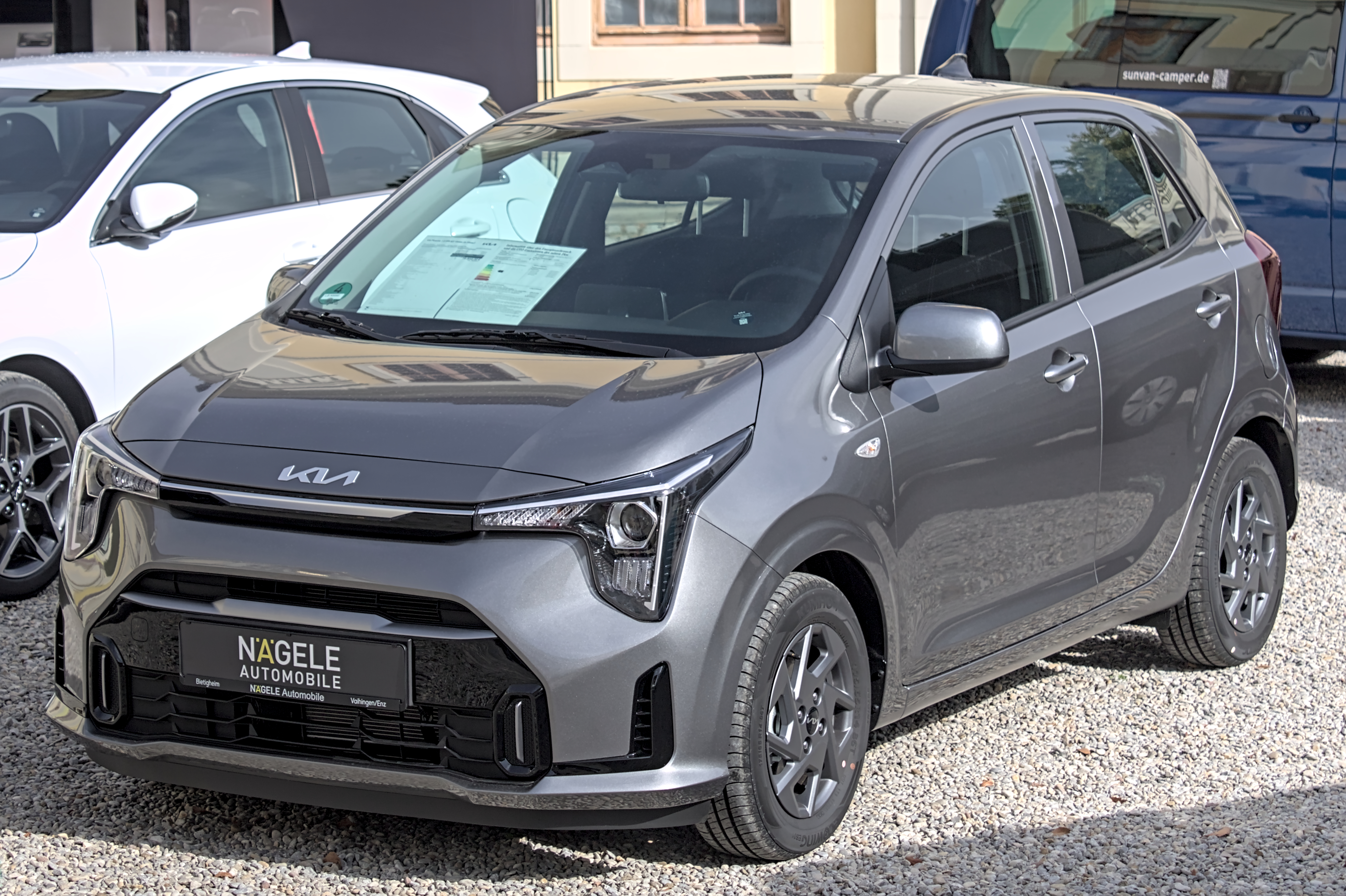
Kia Picanto III po drugim liftingu

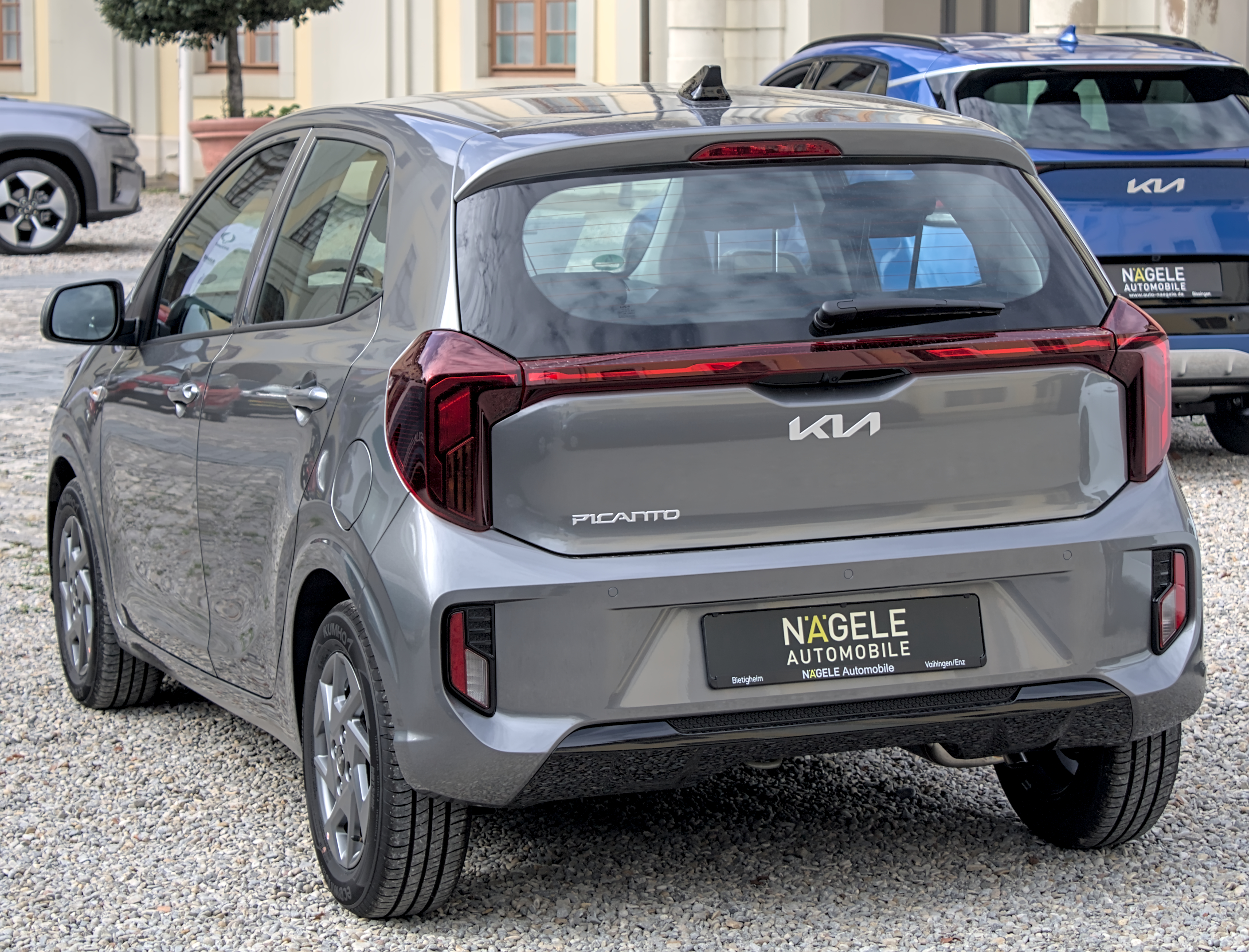
Kia Picanto III – tył po drugim liftingu

Kia Picanto III została zaprezentowana po raz pierwszy w 2017 roku.
Podobnie jak debiutująca kilka tygodni wcześniej kolejna generacja większej Rio, kolejne wcielenie Kii Picanto przyjęło ewolucyjny zakres zmian w stosunku do poprzednika. Samochód zyskał bardziej agresywną stylizację i łagodniej ukształtowaną bryłę nadwozia. Pas przedni przyozdobił ponownie duży wlot powietrza w zderzaku, z kolei atrapa chłodnicy stała się węższa.
Samochód został opracowany w ramach kooperacji dwóch biur projektowych Kii w południowokoreańskim Namyang oraz niemieckim Frankfurcie nad Menem. Wykorzystano nową płytę podłogową, która otrzymała o 15 mm zwiększony rozstaw osi.

### Picanto X-Line
W 2017 roku podczas targów motoryzacyjnych we Frankfurcie zaprezentowana została uterenowiona wersja X-Line. W stosunku do normalnej wersji pojazdu podniesiony został o 15 mm prześwit oraz zamontowane zostały specjalne zderzaki i nadkola. Na rynku kolumbijskim wariant ten oferowany jest jako odrębny model w gamie, nosząc nazwę Kia X-Line.

### Restylizacje
W czerwcu 2020 roku Kia Picanto trzeciej generacji przeszła kosmetyczną restylizację nadwozia. Samochód otrzymał przeprojektowany wzór przedniego oraz tylnego zderzaka, a także odświeżone wkłady reflektorów oraz lamp tylnych. W kabinie pasażerskiej zamontowano z kolei większy wyświetlacz zaktualizowanego systemu multimedialnego.
3 lata później, w czerwcu 2023 roku, Picanto trzeciej generacji przeszło znacznie obszerniejszą niż poprzednio drugą modernizację upodabniającą samochód do nowej generacji języka stylistycznego firmy autorstwa Karima Habiba. Wzorem wdrażającego tę estetykę modelu EV9, pas przedni zyskał większy dolny wlot powietrza i charakterystyczne, dwuramienne reflektory w kształcie bumerangu wykonane w technologii LED. Poza przeprojektowanymi zderzakami, zmiany objęły także tylną część nadwozia, gdzie lampy stały się smuklejsze i objęły także klapę bagażnika, przez którą pobiegła odblaskowa blenda. W kabinie pasażerskiej jako standard zastosowano większy, 8-calowy ekeran dotykowy systemu multimedialnego, a analogowe wskaźniki zastąpiono wyłącznie 4,2-calowym ekranem. Producent wyposażył zmodernizowane Picanto także w bogatszy pakiet systemów bezpieczeńtwa.

### Sprzedaż
Wzorem poprzedników, trzecia generacja Picanto w Korei Południowej oraz Chile nosi nazwę Kia Morning. Ponadto, wariant dla odbiorców taksówkarskich w Kolumbii standardowo malowany na żółto przyjął nazwę Kia Grand Eko Taxi.

### Wyposażenie
- M
- L
- S
- GT-Line
- GT-Line S
- X-Line

Standardowe wyposażenie podstawowej wersji M pojazdu obejmuje m.in. 6 poduszek powietrznych, system ABS i ESC, elektryczne sterowanie szyb, zamek centralny z pilotem, klimatyzację manualną, radio CD/MP3, wielofunkcyjną kierownicę, port AUX i USB oraz Bluetooth.
Bogatsza wersja L obejmuje dodatkowo m.in. klimatyzacje automatyczną, 7-calowy kolorowy ekran dotykowy systemu multimedialnego z kamerą cofania oraz 6-głośnikami, przednie reflektory i światła przeciwmgłowe typu projekcyjnego, światła do jazdy dziennej wykonane w technologii LED, podgrzewanie oraz elektryczne sterowanie lusterek. Najbogatsza wersja GT Line i X-Line dodatkowo wyposażona została m.in. w wyposażone w kierunkowskazy lusterka zewnętrzne składane elektrycznie, podgrzewane koło kierownicy oraz przednie fotele, skórzaną tapicerkę oraz czujniki cofania.
Opcjonalnie auto doposażyć można m.in. w system aktywnego wspomagania jazdy (AEB), system nawigacji satelitarnej oraz system bezkluczykowy.

### Silniki
- R3 1.0l MPI 67 KM
- R4 1.2l MPI 84 KM
- R3 1.0l T-GDI 100 KM